# Don’t Be Afraid of the Dark (Album)
Don’t Be Afraid of the Dark (englisch für „Fürchte Dich nicht vor der Dunkelheit“) ist ein Studioalbum des US-amerikanischen Blues-Musikers Robert Cray und wurde am 8. August 1988 unter dem Musiklabel Mercury Records veröffentlicht. Allmusic-Kritiker Jason Elias lobte den traditionellen Blues-Klang des Albums, vermerkt jedoch eine hörbare Lustlosigkeit des Interpreten und seiner Band.

## Titelliste
1. Don’t Be Afraid of the Dark (Dennis Walker) – 3:47
2. Don’t You Even Care? (Robert Cray) – 3:56
3. Your Secret’s Safe with Me (Peter Boe, Dennis Walker) – 4:52
4. I Can’t Go Home (Robert Cray) – 4:23
5. Night Patrol (Bromberg) – 4:43
6. Acting This Way (Peter Boe, Richard Cousins) – 4:26
7. Gotta Change the Rules (Robert Cray) – 3:24
8. Across the Line (David Amy, Peter Boe, Robert Cray, David Olson) – 4:07
9. At Last (Robert Cray, Patsy Sermersheim) – 3:30
10. Laugh Out Loud (Dennis Walker) – 4:20

## Charts und Chartplatzierungen
| ChartsChartplatzierungen       | Höchstplatzierung | Wochen |
| ------------------------------ | ----------------- | ------ |
| Deutschland (GfK)              | 28 (15 Wo.)       | 15     |
| Schweiz (IFPI)                 | 7 (10 Wo.)        | 10     |
| Vereinigtes Königreich (OCC)   | 13 (12 Wo.)       | 12     |
| Vereinigte Staaten (Billboard) | 32 (32 Wo.)       | 32     |

## Auszeichnungen für Musikverkäufe
| Land/Region                  | Auszeichnungen für Musikverkäufe (Land/Region, Auszeichnung, Verkäufe) | Verkäufe |
| ---------------------------- | ---------------------------------------------------------------------- | -------- |
| Kanada (MC)                  | Gold                                                                   | 50.000   |
| Neuseeland (RMNZ)            | Platin                                                                 | 20.000   |
| Niederlande (NVPI)           | Gold                                                                   | 50.000   |
| Vereinigte Staaten (RIAA)    | Gold                                                                   | 500.000  |
| Vereinigtes Königreich (BPI) | Gold                                                                   | 100.000  |
| Insgesamt                    | 4× Gold · 1× Platin ·                                                  | 720.000  |